# Ľubeľa
Ľubeľa je obec na Slovensku, v okrese Liptovský Mikuláš v Žilinském kraji. Obec se nachází v jižní části Liptovské kotliny na úpatí Nízkých Tater.
První písemná zmínka o obci pochází z roku 1278.